# 聖路易 (貝登省)

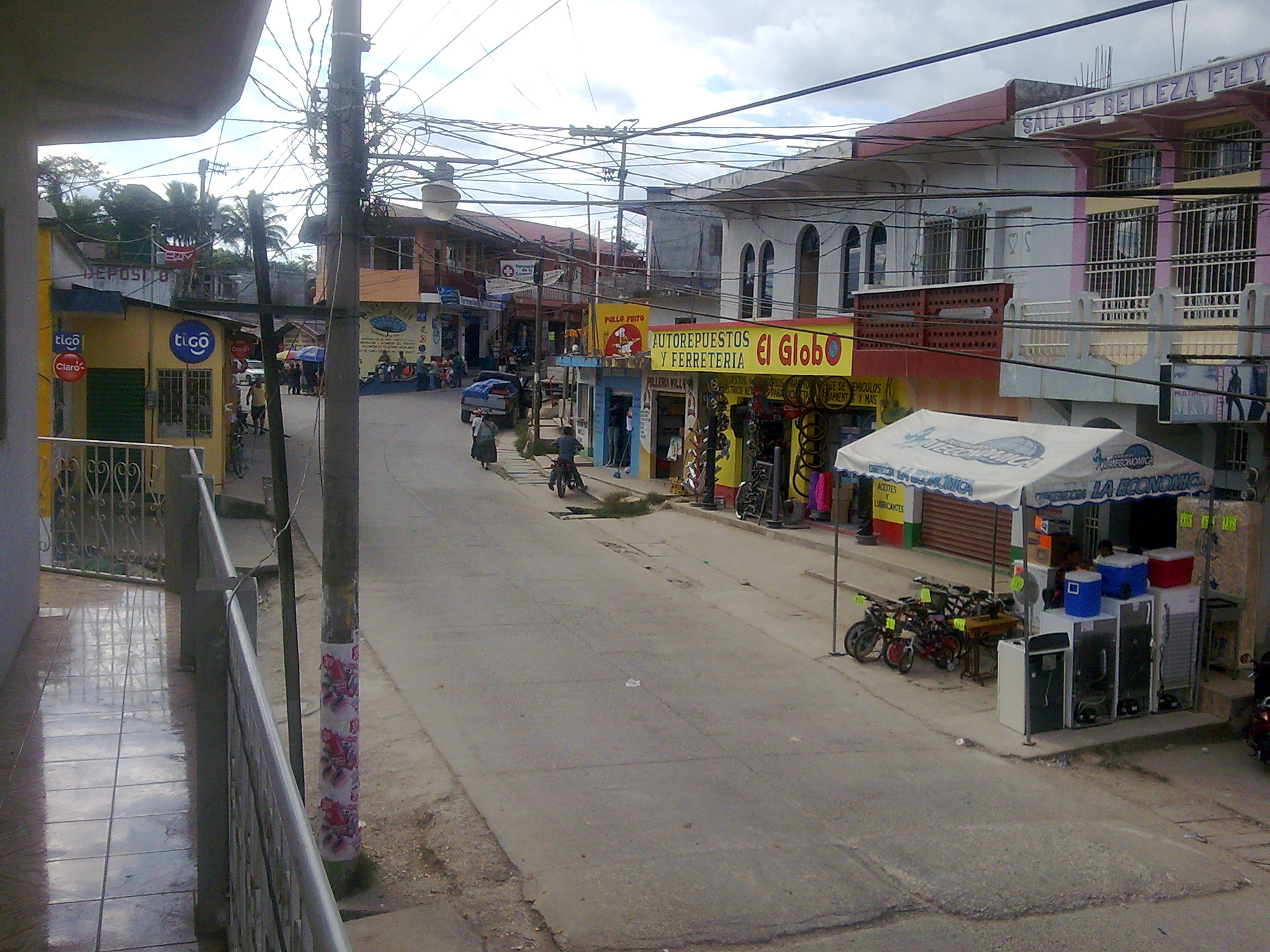

聖路易（西班牙語：San Luis），是危地馬拉的城鎮，位於該國北部，由貝登省負責管轄，始建於1832年，面積2,913平方公里，海拔高度404米，2002年人口48,745，人口密度每平方公里16.73人。